# Symmetrischema
Symmetrischema är ett släkte av fjärilar. Symmetrischema ingår i familjen stävmalar.

## Bildgalleri

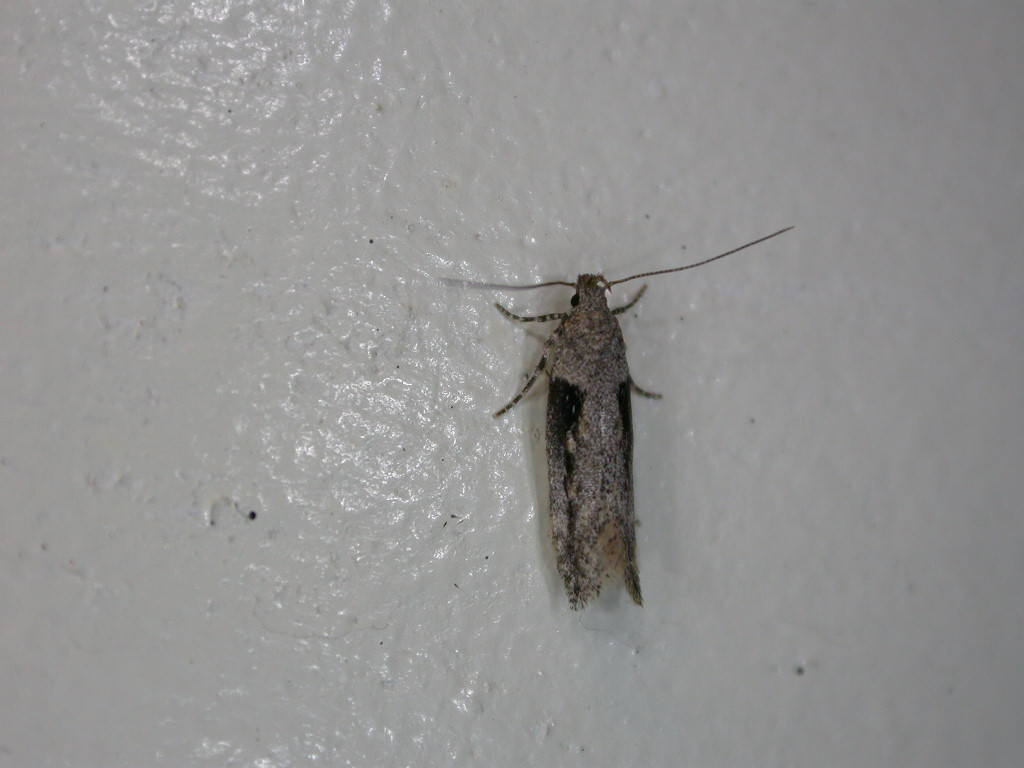
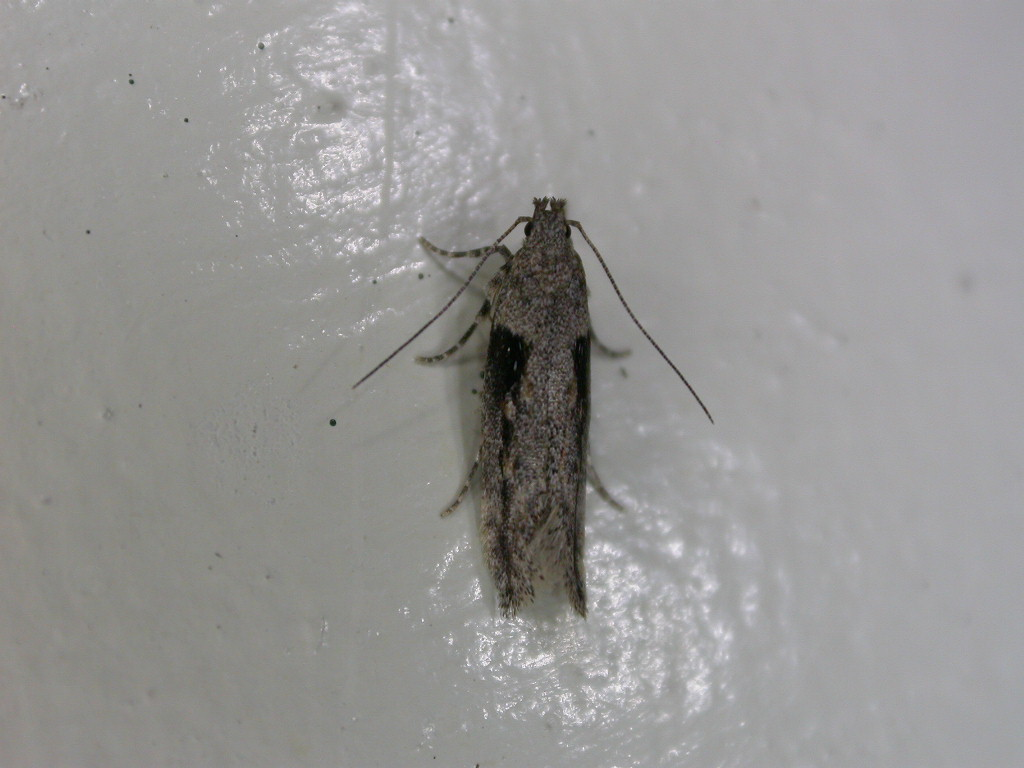
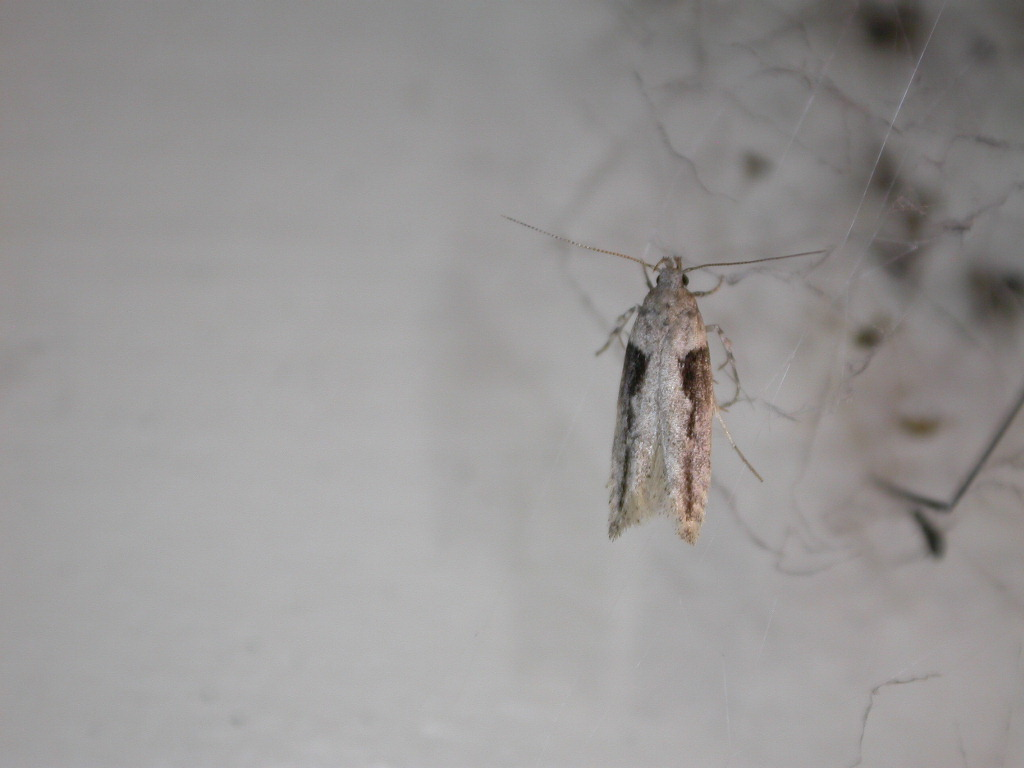
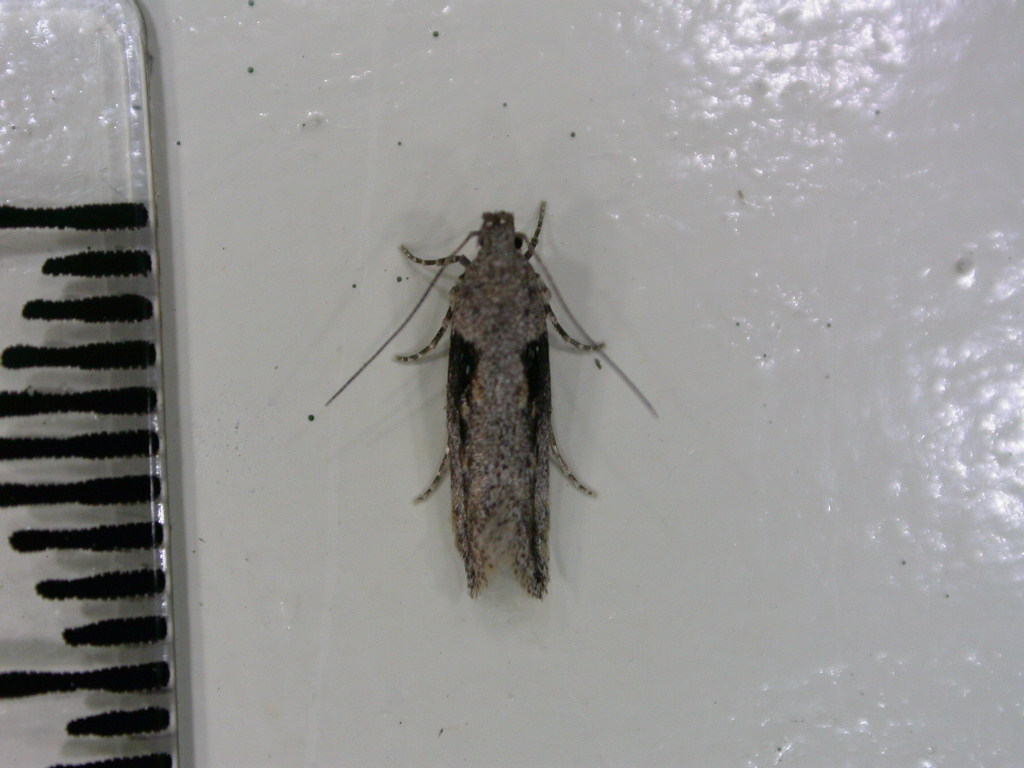
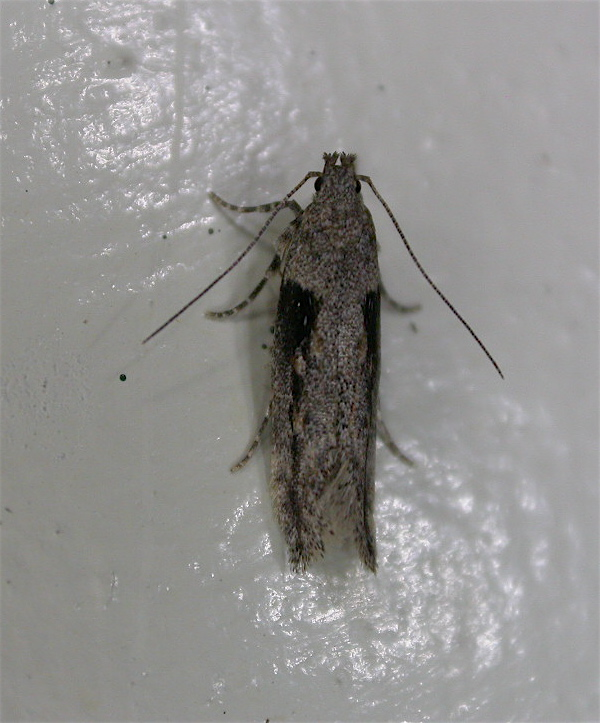

## Dottertaxa tillSymmetrischema, i alfabetisk ordning[1]
- Symmetrischema alternatum
- Symmetrischema alticolum
- Symmetrischema altisona
- Symmetrischema andinum
- Symmetrischema anthracinum
- Symmetrischema anthracoides
- Symmetrischema aquilina
- Symmetrischema arctanderi
- Symmetrischema ardeola
- Symmetrischema assimile
- Symmetrischema atrifascis
- Symmetrischema borsaniella
- Symmetrischema capsica
- Symmetrischema capsicivorum
- Symmetrischema cestrivora
- Symmetrischema conifera
- Symmetrischema costaricanum
- Symmetrischema disciferum
- Symmetrischema draculinum
- Symmetrischema dulce
- Symmetrischema elementare
- Symmetrischema femininum
- Symmetrischema fercularia
- Symmetrischema funebrale
- Symmetrischema grandispinum
- Symmetrischema inexpectatum
- Symmetrischema inkorum
- Symmetrischema insertum
- Symmetrischema kendallorum
- Symmetrischema krabbei
- Symmetrischema lavernella
- Symmetrischema lectulifera
- Symmetrischema loquax
- Symmetrischema major
- Symmetrischema melanoplintha
- Symmetrischema nanum
- Symmetrischema nummulatum
- Symmetrischema oblitum
- Symmetrischema peruanum
- Symmetrischema physalivorella
- Symmetrischema piperinum
- Symmetrischema plaesiosema
- Symmetrischema primigenium
- Symmetrischema pulchrum
- Symmetrischema purum
- Symmetrischema respectabile
- Symmetrischema senex
- Symmetrischema solani
- Symmetrischema solitare
- Symmetrischema solum
- Symmetrischema striatella
- Symmetrischema symmetricum
- Symmetrischema tangolias
- Symmetrischema tuberosella
- Symmetrischema ventralella